# Capela da Senhora da Hera

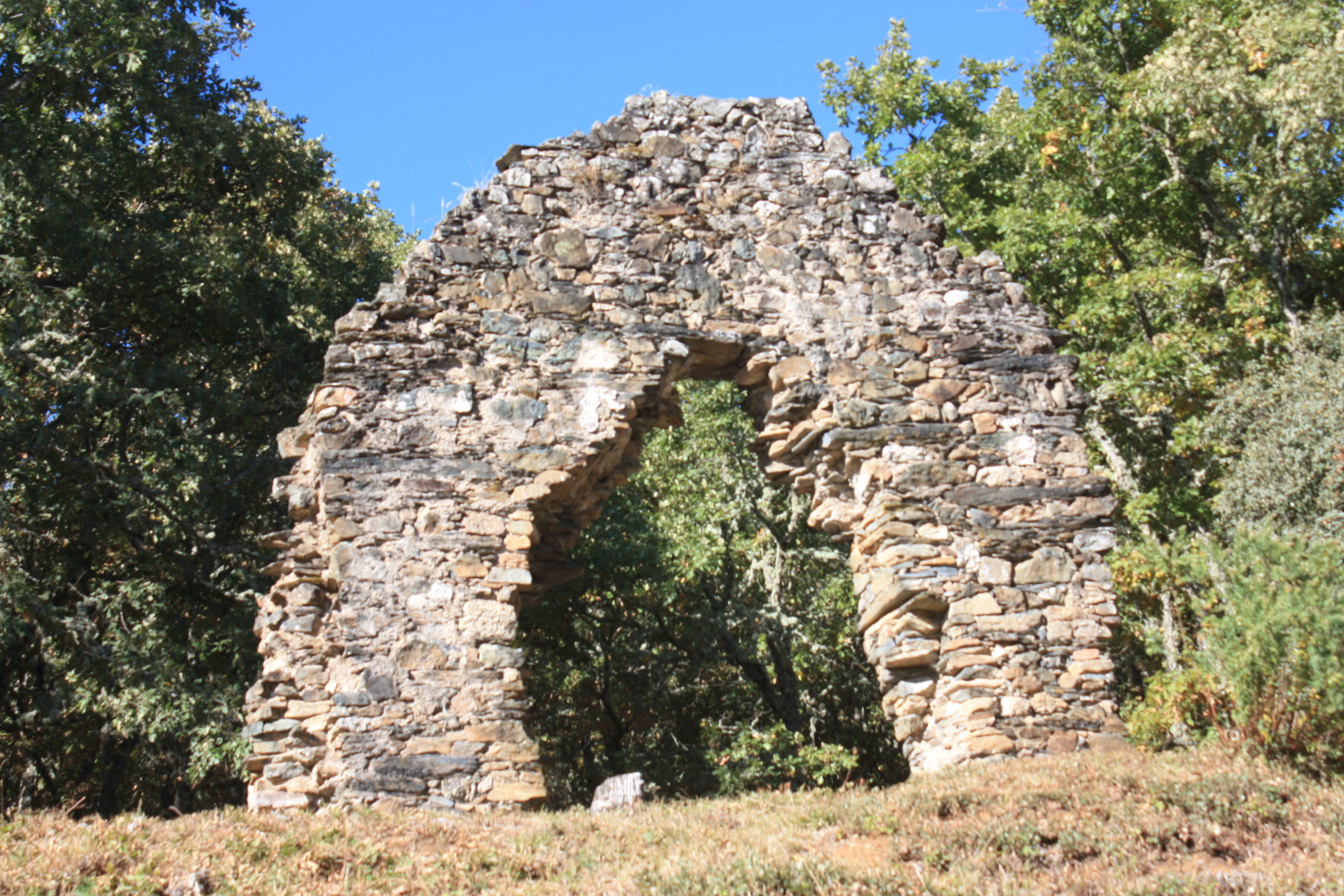
Ruínas da Capela da Senhora da Hera

A Capela da Senhora da Hera localiza-se na localidade de Cova de Lua, na freguesia de Espinhosela, no Município de Bragança, no Distrito de Bragança, em Portugal.
Sob a invocação de Nossa Senhora da Hera, padroeira da povoação, foi erguida para substituir uma anterior da qual nos restam apenas as suas ruínas. 

## Ruínas da Capela da Senhora da Hera
A Capela da Senhora da Hera, também referida como Capela da Senhora da Hedra, Capela da Senhora da Edra e Capela da Senhora da Idera foi uma capela de origem medieval de que resta um arco localizado em Cova da Lua.
Estas ruínas encontram-se classificadas como Imóvel de Interesse Público desde 1986.